# Иван Христов (футболист)
Вижте пояснителната страница за други личности с името Иван Христов.
Иван Христов е руски футболист от български произход, полузащитник.

## Кариера
Първият му професионален отбор е УОР Волгоград. Последно играе за ФК Губкин като записва 10 мача във Втора дивизия, зона център. От 2010 е свободен анент.